# Lưu trữ Quốc gia Andorra

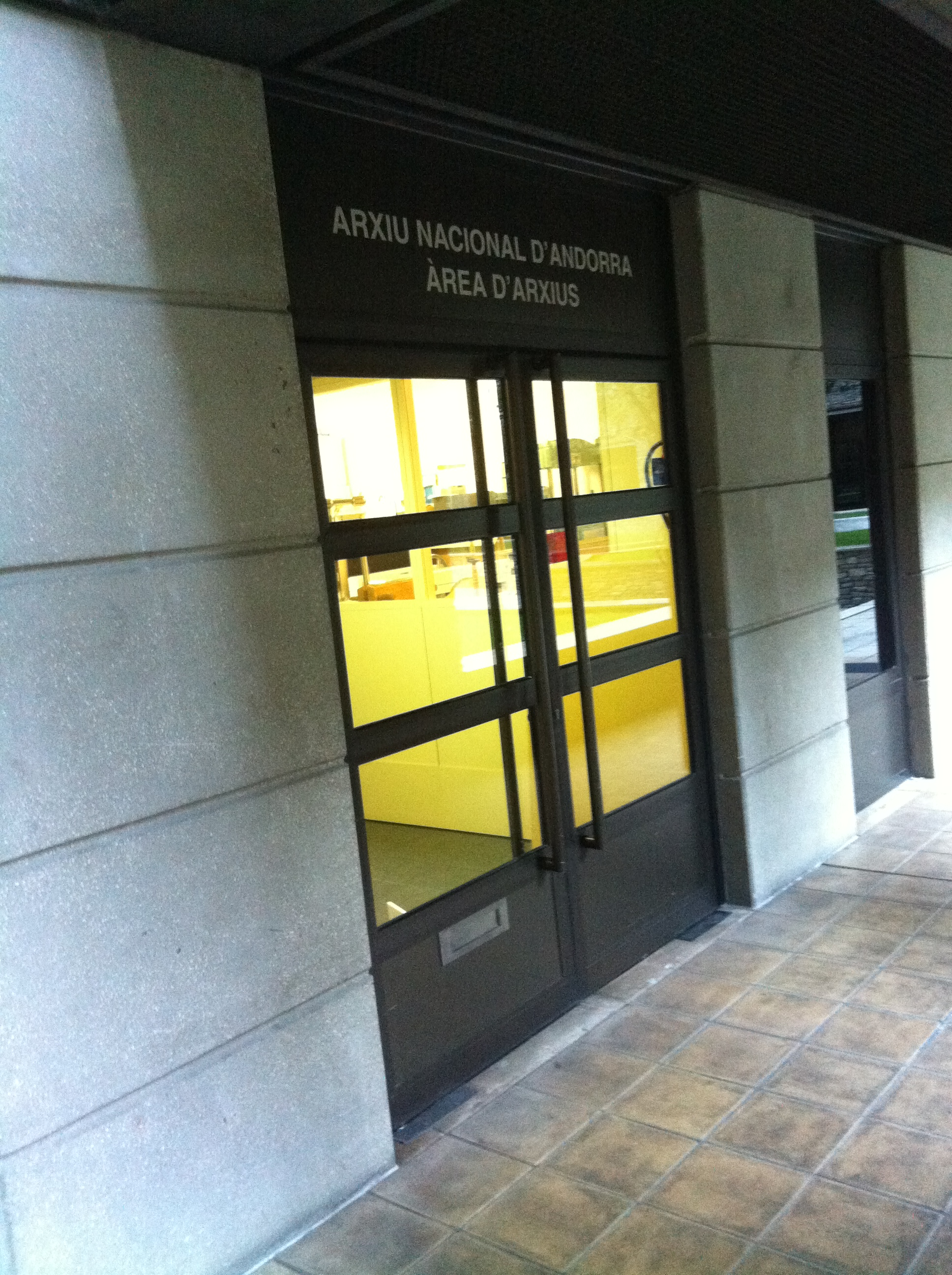
Lưu trữ Quốc gia Andorra

Lưu trữ Quốc gia Andorra (tiếng Catalunya: Arxiu Nacional d'Andorra) được thành lập vào năm 1975 dưới sự chỉ đạo của nhà sử học và công chức Lídia Armengol i Vila.
Hệ thống lưu trữ của Chính phủ Andorra của đất nước là nơi mọi người có thể đến để thu thập các dữ kiện, dữ liệu và bằng chứng trực tiếp từ các bức thư, báo cáo, ghi chú, bản ghi nhớ, ảnh và các nguồn chính khác. Trong trường hợp của Andorra, nó là một bộ sưu tập các hiện vật văn hóa được thu thập cho và bởi những công dân Andorra.
Thông thường, các hồ sơ được lưu trữ ở đó đề cập đến việc lập kế hoạch, kiểm soát, sử dụng, bảo tồn và chuyển giao hoặc loại bỏ tài liệu với mục đích hợp lý hóa và thống nhất việc xử lý và đạt được hiệu quả và quản lý hiệu quả. Các yếu tố cơ bản của hệ thống chung là các bảng phân loại chức năng, bảng kiểm kê, bảng đánh giá và bảng kết chuyển.
Khu Quản lý Văn thư và Lưu trữ trực thuộc Bộ Văn hóa và nó cũng đồng thời là một đơn vị toàn cầu hóa các hoạt động lưu trữ. Nó đại diện cho việc quản lý toàn bộ Hệ thống Lưu trữ của Chính phủ Andorra.